# Plegadis falcinellus

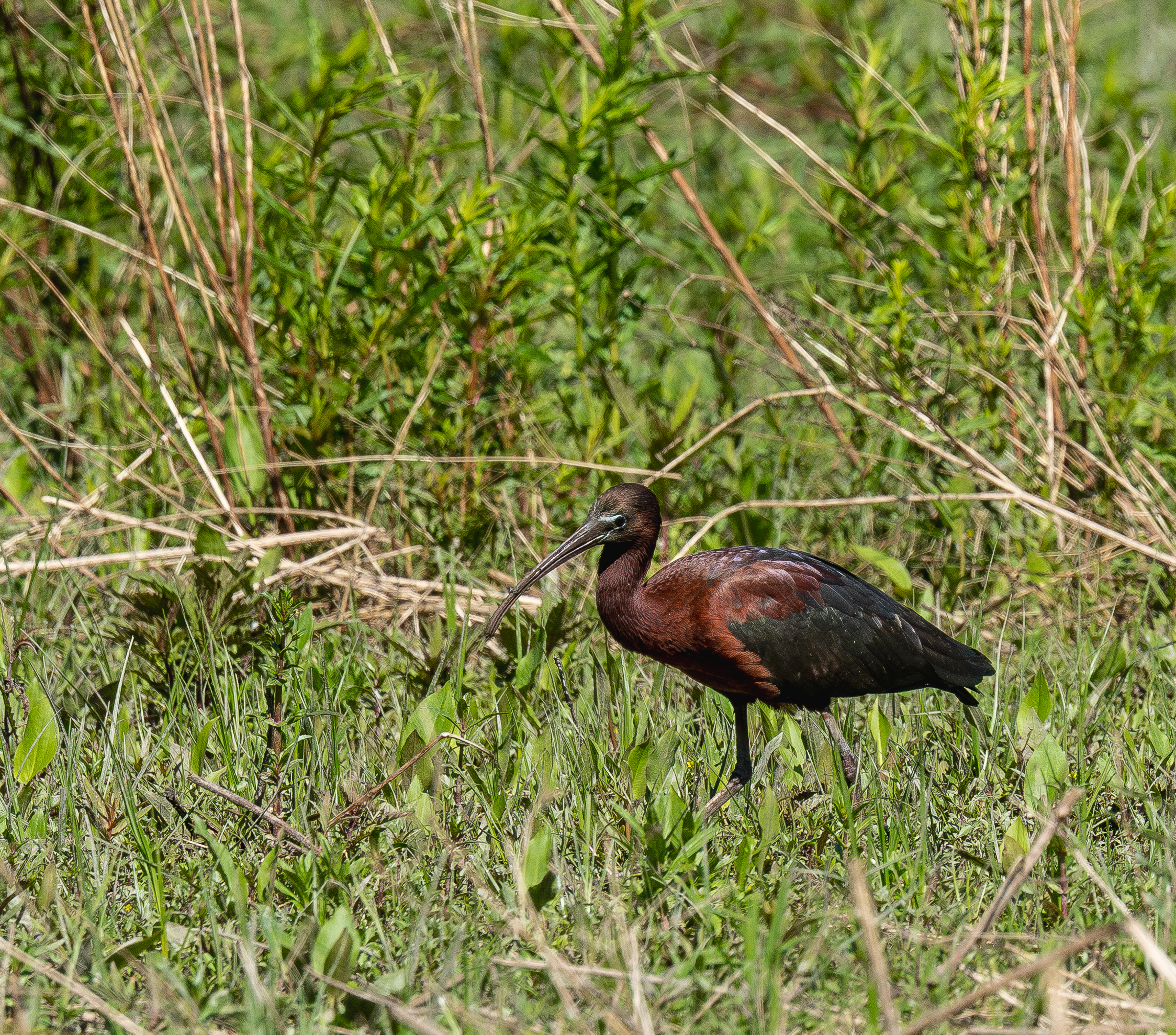

Il mignattaio (Plegadis falcinellus (Linnaeus, 1766)), è un uccello della famiglia Threskiornithidae.
Il nome scientifico deriva dal greco antico "plegados" e dal latino "falcis", che significano entrambi "falce" e si riferisce alla forma distintiva del becco.

## Descrizione

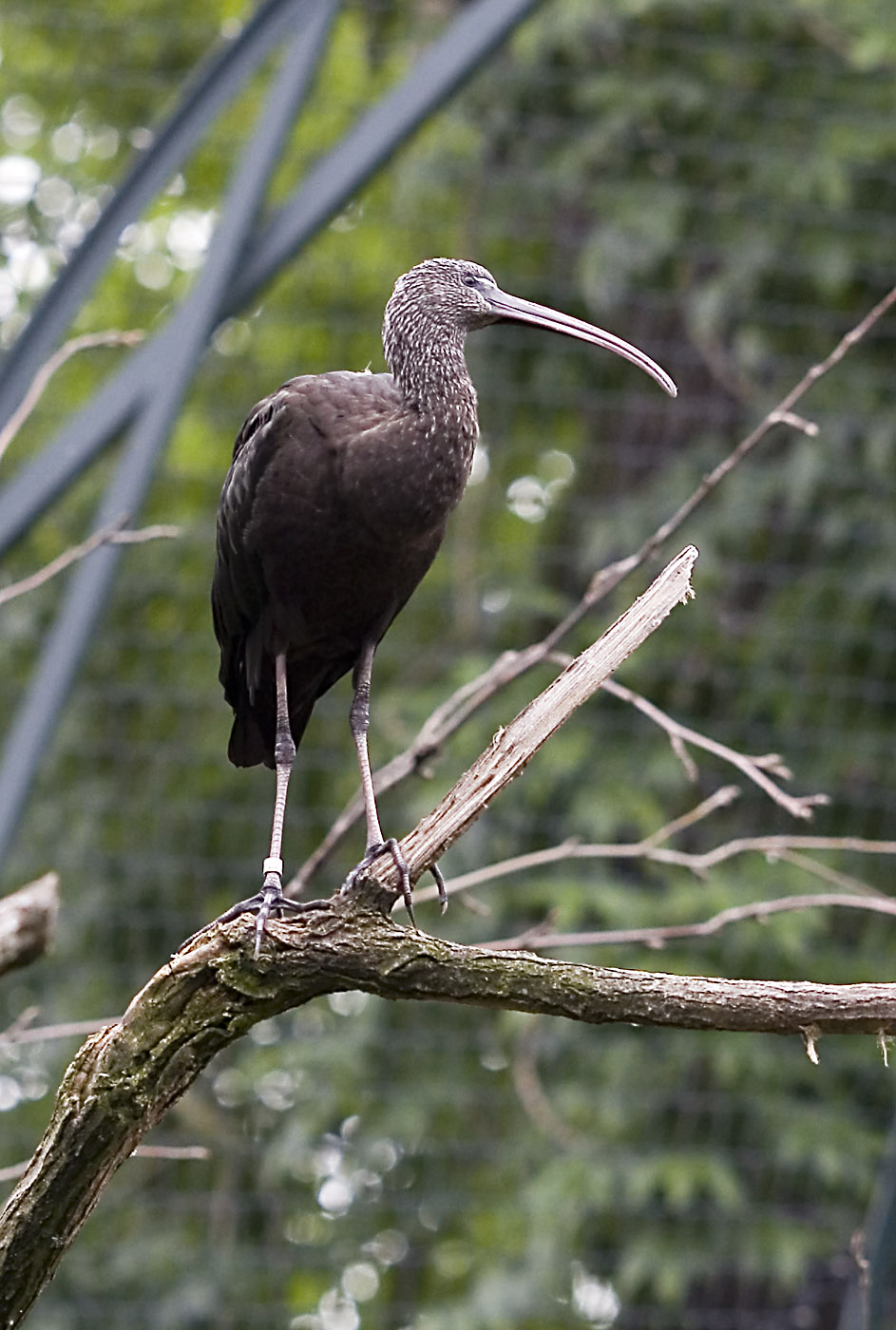
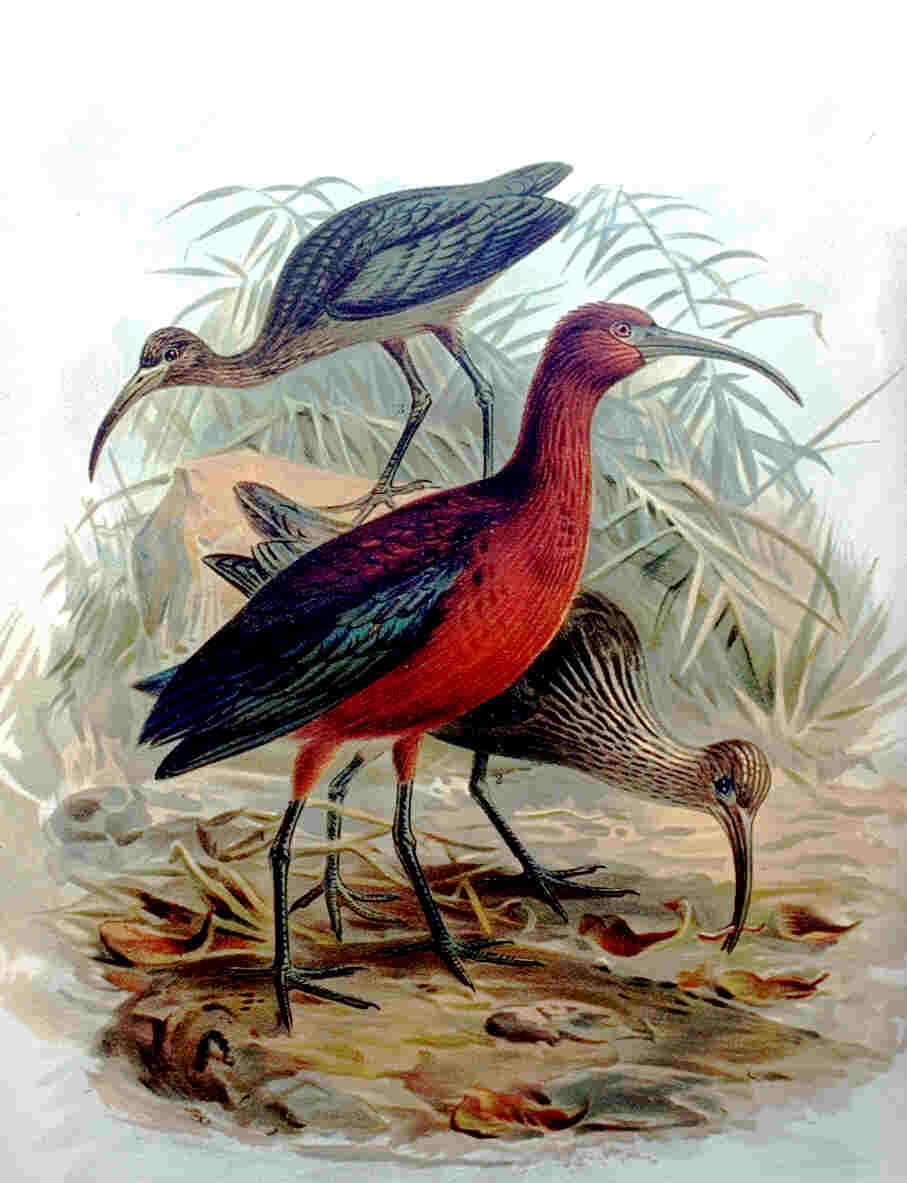
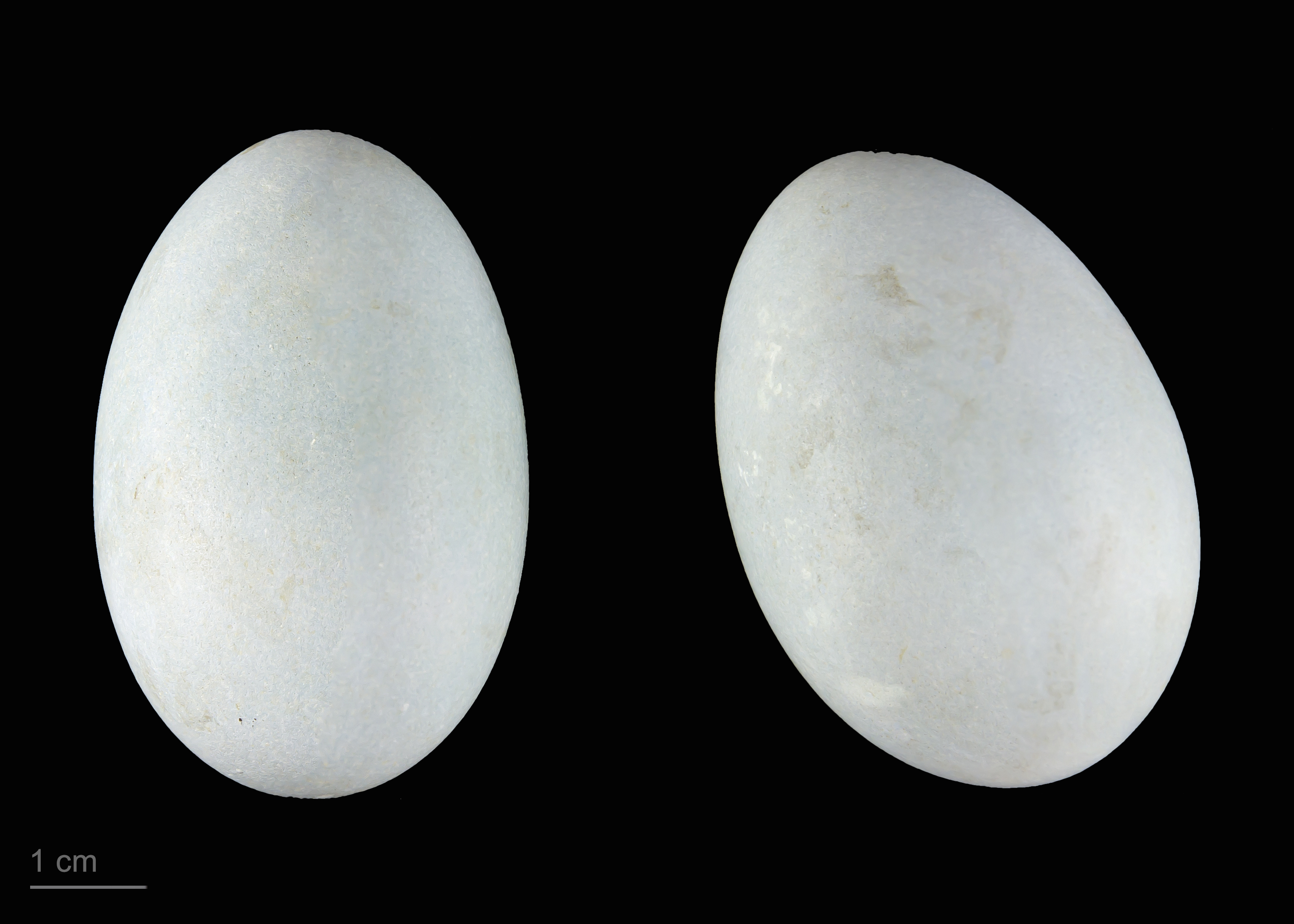
Museum specimen - Bitola, Macédoine

Uccello di medie dimensioni (altezza 53–65 cm, apertura alare 80–95 cm.), caratterizzato dal lungo becco ricurvo verso il basso e dalle lunghe zampe tipiche dei trampolieri. Il maschio e la femmina sono indistinguibili dalla livrea, che nell'aspetto estivo ha dorso, petto, collo, spalle, parte dell'addome e testa rosso mattone, con riflessi verdi metallici. Le ali e le altre parti sono prevalentemente nerastre, la faccia verdastra con striatura doppia bianca a partire dall'occhio sino al becco. Le zampe presentano colore rosa scuro. La livrea invernale, così come quella degli individui giovani, ha aspetto più dimesso, essendo prevalentemente sul marrone con picchiolettatura chiara.

## Distribuzione e habitat
Il mignattaio è visibile in tutti i continenti. In Italia esistono rare nidificazioni nella Pianura padana, in ambienti con presenza di acqua. Una numerosa popolazione è osservabile presso la Riserva naturale orientata Biviere di Gela. Dal 1999 è tornato a nidificare il bacino del Lago di Chiusi nella bassa Val di Chiana in Toscana. Nel maggio del 2011 è stato osservato un gruppo di 4 esemplari nelle risaie del Pavese, vicino a Vigevano.
Nella primavera 2014 alcune coppie hanno nidificato presso le zone umide attorno a Castelvolturno. Anche nella primavera 2017 il mignattaio ha nidificato in provincia di Caserta, non lontano da Castelvolturno. Attualmente se ne possono osservare nel parco regionale del Delta Del Po, presso valle Mandriole.Nel 2025 sono stati avvistati vari esemplari presso il Padule di Fucecchio, nella zona confinante con la Valdinievole. 

## Biologia

### Riproduzione
Nidifica in primavera inoltrata.